# Pisaura consocia
Pisaura consocia är en spindelart som först beskrevs av O. Pickard-Cambridge 1872.  Pisaura consocia ingår i släktet Pisaura och familjen vårdnätsspindlar. Inga underarter finns listade i Catalogue of Life.